# Mechthild II. von Wohldenberg
Mechthild II. von Wohldenberg († 1316) war von 1305 bis 1316 Äbtissin vom Stift Gandersheim.
Mechthild stammte aus dem Haus Woldenberg. Sie war die Schwester von Heinrich II. von Woldenberg. Sie war in Gandersheim bereits Kanonisse und Pröpstin, bevor sie dort zur Äbtissin gewählt wurde. Um sich vom Papst im Amt bestätigen zu lassen, veräußerte sie ihrem Stift noch im selben Jahr 2 Hufen in Beulshausen als Kostenbeitrag dafür. Nach 3 Jahren Bedenkzeit ließ Clemens V. diesen Wunsch durch Gottfried von Waldeck in die Tat umsetzen. 
Die familiären Bande zwischen den Geschwistern blieben auch nach ihren Amtsübernahmen eng: sie kaufte ihm Zehntverpflichtungen des Stiftes gegen zeitgenössische Silbermünzen ab, er kaufte ihr Bockenem aus jahrhundertelangem Stiftsbesitz ab.
Im Jahr nach ihrem Tod wurde zunächst Richenza, Tochter von Albrecht II. (Braunschweig-Wolfenbüttel-Göttingen) und zuvor Nonne im Kloster Wienhausen, zu ihrer Amtsnachfolgerin gewählt. Die Wahl blieb jedoch ungültig, da Papst Johannes XXII. die Bestätigung verweigerte. 